# Łukian Kobyłycia
Łukian Kobyłycia (ukr. Лук'я́н Кобили́ця, ur. 1812 we wsi Płoska, zm. 24 października 1851) – bukowiński działacz społeczny, jeden z przywódców chłopskich buntów na Bukowinie w okolicach Putyły (1843–1844 i 1848–1849), poseł do parlamentu austriackiego w 1849.
Urodził się w rodzinie chłopa pańszczyźnianego. W 1839 został wybrany przedstawicielem gromad chłopskich, reprezentującym ich interesy. W końcu 1843 chłopi 22 wsi na Bukowinie odmówili odrabiania pańszczyzny, wysuwając jednocześnie żądania utworzenia ukraińskich szkół, wolnego dostępu do lasów i pastwisk, oraz nadania statusu chłopów państwowych. W marcu 1844 bunt został zlikwidowany przez wojska austriackie, a Kobyłycia aresztowany
Podczas Wiosny Ludów bukowińscy chłopi wybrali go na posła do parlamentu austriackiego. W parlamencie walczył o autonomię dla Bukowiny i przyłączenie jej do Galicji, żądał zniesienia pańszczyzny i oddania chłopom ziemi bez wykupu. W listopadzie 1848 na wiecach wzywał chłopów do powstania. Chłopskie wystąpienia pod jego przywództwem trwały do lata 1849.
W kwietniu 1850 został aresztowany w Żabiem. Ciężko zachorował w więzieniu, w 1851 został skierowany przez władze austriackie pod policyjny nadzór do Gura Humorului, gdzie zmarł.